# Julius Falkenstein (Schauspieler)

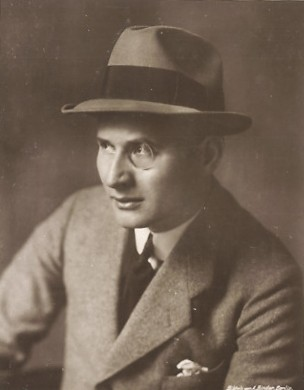
Julius Falkenstein auf einer Fotografie von Alexander Binder

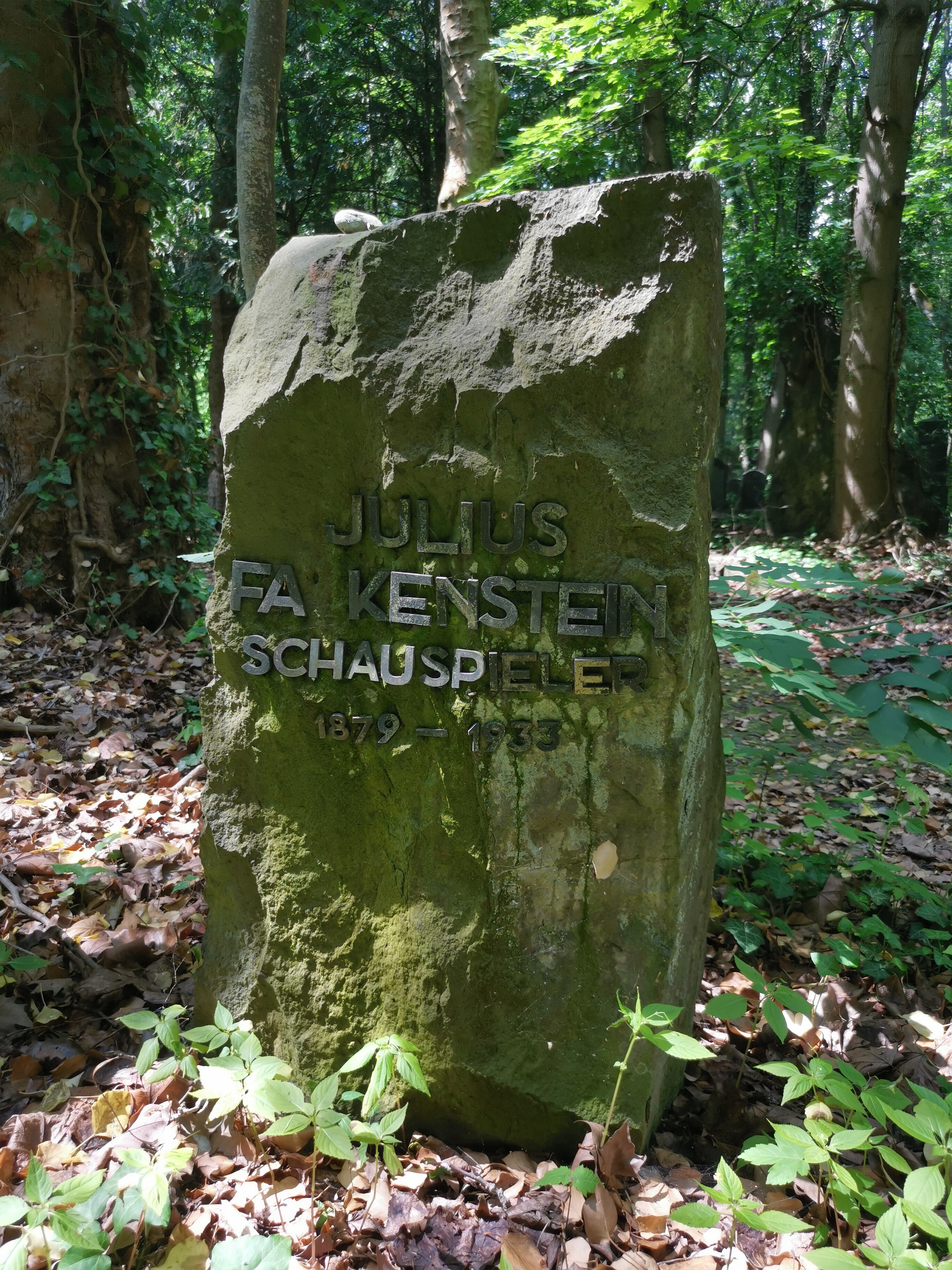
Grab auf dem Jüdischen Friedhof Berlin-Weißensee, Feld V 4

Julius Falkenstein (* 25. Februar 1879 in Berlin; † 9. Dezember 1933 ebenda) war ein deutscher Schauspieler.

## Leben
Falkenstein erhielt vermutlich 1904/05 sein erstes Engagement in Berlin. Er spielte in den folgenden Jahren meist an Berliner Bühnen, unterbrochen nur durch Verpflichtungen von 1908 bis 1910 am Lustspielhaus Düsseldorf, 1911 am Wiener Bürgertheater und 1912 am Theater an der Wien. Falkenstein, der vor allem wegen seiner komödiantische Qualitäten geschätzt war, ging häufig auf Gastspielreisen und betätigte sich mehrmals selbst als Spielleiter.
Ab 1914 wurde er auch im Film eingesetzt. Seine Rollen waren meist klein, aber dank seiner Markenzeichen Glatze und Monokel sehr einprägsam. Er spielte Adlige, Militärpersonen, Direktoren, ebenso wie Sekretäre und Buchhalter, manchmal in bis zu 20 Produktionen pro Jahr. Daneben fand er immer noch Zeit für Theatereinsätze, zuletzt an der Komischen Oper und im Theater am Kurfürstendamm. Er schrieb auch selbst eine Komödie namens Julie, die mit Erfolg aufgeführt wurde.
Der Machtantritt der Nationalsozialisten beendete 1933 jäh die Karriere des Juden Julius Falkenstein. Zwar bekam er eine Sondergenehmigung, wurde aber mit Ablauf des Monats März 1933 nur noch ein einziges Mal im Film eingesetzt. Er starb an einer Gehirnhautentzündung. Sein Grab befindet sich auf dem jüdischen Friedhof in Berlin-Weißensee.

## Filmografie (Auswahl)
- 1913: Die geheimnisvolle Villa
- 1916: Arme Eva Maria
- 1916: Als ich tot war
- 1917: Hoheit Radieschen
- 1917: Pension Trudchen
- 1917: Der Fall Dombronowska-Clemenceau
- 1917: Else und ihr Vetter
- 1917: Die Prinzessin von Neutralien
- 1918: Der Rodelkavalier
- 1918: Ihr Junge
- 1918: Der geprellte Don Juan
- 1919: König Nicolo
- 1919: Das Mädchen aus dem wilden Westen
- 1919: Die Austernprinzessin
- 1920: Romeo und Julia im Schnee
- 1920: Die Tänzerin Barberina
- 1921: Der Roman der Christine von Herre
- 1921: Der Gang durch die Hölle
- 1921: Schloß Vogelöd
- 1922: Dr. Mabuse, der Spieler (2 Teile)
- 1922: Don Juan
- 1922: Lola Montez, die Tänzerin des Königs
- 1923: Der Wetterwart
- 1923: Der rote Reiter
- 1923: Das Milliardensouper
- 1923: Im Namen des Königs
- 1923: Die Finanzen des Großherzogs
- 1925: Der behexte Neptun. Paulchen als Sportsmann
- 1925: Luxusweibchen
- 1925: Ein Walzertraum
- 1926: Kubinke, der Barbier, und die drei Dienstmädchen
- 1926: Zopf und Schwert
- 1926: Gräfin Plättmamsell
- 1926: Der dumme August des Zirkus Romanelli
- 1926: Die Brüder Schellenberg
- 1926: In der Heimat, da gibt’s ein Wiedersehn!
- 1926: Hallo Caesar!
- 1927: Unter Ausschluß der Öffentlichkeit
- 1927: Das war in Heidelberg in blauer Sommernacht
- 1927: Die leichte Isabell
- 1927: Rätsel einer Nacht
- 1927: Die indiskrete Frau
- 1927: Männer vor der Ehe
- 1927: Gustav Mond … Du gehst so stille
- 1927: Im Luxuszug
- 1928: Moral
- 1928: Der Piccolo vom Goldenen Löwen
- 1928: Das Girl von der Revue
- 1928: Die Regimentstochter
- 1928: Spione
- 1928: Die blaue Maus
- 1928: Geheimnisse des Orients
- 1928: Ihr dunkler Punkt
- 1928: Somnambul
- 1929: Lux, der König der Verbrecher
- 1929: Die Mitternachts-Taxe
- 1929: Hütet Euch vor leichten Frauen
- 1929: Besondere Kennzeichen
- 1929: Sündig und süß
- 1929: Was eine Frau im Frühling träumt
- 1929: Adieu, Mascotte
- 1929: Die Nacht gehört uns
- 1929: Fräulein Lausbub
- 1930: Der unsterbliche Lump
- 1930: Liebe im Ring
- 1930: Der Detektiv des Kaisers
- 1930: Der Andere
- 1930: Ein Walzer im Schlafcoupé
- 1930: Tingel-Tangel
- 1931: Grock
- 1931: Die Faschingsfee
- 1931: Der wahre Jakob
- 1931: Voruntersuchung
- 1931: … und das ist die Hauptsache!?
- 1931: Der Kongreß tanzt
- 1931: Berlin – Alexanderplatz
- 1931: Weekend im Paradies
- 1931: Um eine Nasenlänge
- 1931: Viktoria und ihr Husar
- 1931: Stürme der Leidenschaft
- 1931: Der Weg nach Rio
- 1932: Holzapfel weiß alles
- 1932: Der Sieger
- 1932: Das Lied einer Nacht
- 1932: Das schöne Abenteuer
- 1932: Mensch ohne Namen
- 1932: Unmögliche Liebe
- 1932: Ich bei Tag und Du bei Nacht
- 1933: So ein Mädel vergißt man nicht
- 1933: Lachende Erben
- 1933: Ich und die Kaiserin
- 1933: Spione am Werk
- 1933: Kind, ich freu’ mich auf Dein Kommen
- 1933: Ein Lied für Dich
- 1933: Das häßliche Mädchen
- 1933: Manolescu, der Fürst der Diebe
- 1934: Das Blumenmädchen vom Grand-Hotel

## Theater
- 1912: Maurice Hennequin, Pierre Veber: Die Frau Präsidentin – Regie: Siegfried Philippi (Residenz-Theater Berlin)
- 1914: Georg Engel: Der Hexenkessel – Regie: Georg Altmann (Kleines Theater Berlin)
- 1914: Herbert Eulenberg: Ernste Schwänke – Regie: Georg Altmann (Kleines Theater Berlin)
- 1915: Christian Dietrich Grabbe: Scherz, Satire, Ironie und tiefere Bedeutung – Regie: ? (Kleines Theater Berlin)
- 1915: Eduard von Bauernfeld: Der kategorische Imperativ – Regie: Georg Altmann (Kleines Theater Berlin)
- 1916: Gabrie Dregely: Der gutsitzende Frack (Gahl) – Regie: ? (Residenz-Theater Berlin)
- 1917: Ernst Bacmeister: Barbara Stossin (Stadtschreiber) – Regie: ? (Residenz-Theater Berlin)
- 1917: Anton Tschechow: Die Möwe – Regie: ? (Residenz-Theater Berlin)
- 1917: Emmerich Földes: Lili Grün – Regie: Adolf Edgar Licho (Residenz-Theater Berlin)
- 1918: Ludwig Hatvany: Die Spur – Regie: Eugen Robert  (Residenz-Theater Berlin)
- 1918: Ludwig Biró: Hotel Stadt Lemberg – Regie: Eugen Robert (Residenz-Theater Berlin)
- 1918: Hermann Sudermann: Das höhere Leben – Regie: Alfred Rotter (Residenz-Theater Berlin)
- 1920: Oscar Wilde: Lady Windermeres Fächer (Mr. Dumby) – Regie: Alfred Rotter (Residenz-Theater Berlin)
- 1920: Lothar Schmidt: Der Roman einer Frau – Regie: ? (Trianon-Theater Berlin)
- 1920: Ludwig Fulda: Maskerade – Regie: ? (Trianon-Theater Berlin)
- 1921: Ludwig Fulda: Das Wundermittel (Prof. von Schellander) – Regie: Oskar Kanehl (Trianon-Theater Berlin)
- 1921: Eduard Stucken: Die Gesellschaft des Abbé Châteauneuf – Regie: ? (Trianon-Theater Berlin)
- 1922: Bruno Frank: Das Weib auf dem Tiere – Regie: Georg Altmann (Kleines Theater Berlin)
- 1922: Lothar Schmidt: Die Unmoralischen – Regie: ? (Kleines Theater Berlin)
- 1923: Ludwig Fulda: Die verlorene Tochter – Regie: Georg Altmann (Trianon-Theater Berlin)
- 1924: Lothar Schmidt: Devisen – Regie: Georg Altmann (Kleines Theater Berlin)
- 1924: Fritz Friedmann-Frederich: Lolott – Regie: Fritz Friedmann-Frederich (Trianon-Theater Berlin)
- 1924: Olaf Bull, Helge Krag: Schwank der Liebe (Komponist) – Regie: ? (Trianon-Theater Berlin)
- 1924: Adolf Paul: Sie lässt sich nicht verkaufen – Regie: Georg Altmann (Trianon-Theater Berlin)
- 1925: Ferenc Molnár: Der gläserne Pantoffel – Regie: Emil Lind (Theater am Kurfürstendamm Berlin)
- 1925:  Alexandre Dumas: Demimonde – Regie: Oskar Kanehl Lessingtheater Berlin
- 1925: Alfred Savoir: Banco – Regie: Hanns Schindler (Kleines Theater Berlin)
- 1925: André Birabeau: Das verhängnisvolle Weib – Regie: Reinhard Bruck (Theater am Schiffbauerdamm Berlin)
- 1927: Tristan Bernard: Die Perle – Regie: Robert Forster-Larrinaga (Komödie Berlin)
- 1927: George Bernard Shaw: Zinsen (Lickcheese) – Regie: Robert Forster-Larrinaga (Komödie Berlin)
- 1927: Yves Mirande: Bitte, wer war zuerst da …? – Regie: Reinhard Bruck (Deutsches Künstlertheater Berlin)
- 1928: Emmerich Kálmán: Die Herzogin von Chicago (König) – Regie: Reinhard Bruck (Deutsches Künstlertheater Berlin)
- 1928: Henrik Ibsen: Peer Gynt – Regie: Berthold Viertel (Deutsches Theater Berlin)
- 1928: William Shakespeare: Der Londoner verlorene Sohn – Regie: Erich Engel (Schiller Theater Berlin)
- 1928: John Galsworthy: Flucht – Regie: Victor Barnowsky (Theater in der Königsgrätzer Straße Berlin)
- 1929: Knut Hamsun: Vom Teufel geholt – Regie: Max Reinhardt (Deutsches Theater Berlin)
- 1929: Maxwell Anderson: Zaungäste – Regie: Jürgen Fehling (Schiller Theater Berlin)
- 1929: Hans Meisel: Störungen – Regie: Erich Engel (Schauspielhaus Berlin)
- 1929: Johann Strauss: Die Fledermaus – Regie: Max Reinhardt (Deutsches Theater Berlin im Theater am Nollendorfplatz Berlin)
- 1930: W. Somerset Maugham: Victoria (Rechtsanwalt) – Regie: Max Reinhardt (Komödie Berlin)
- 1930: Herman Haller, Willi Wolff: Der doppelte Bräutigam – Regie: Viktor Schwanneke (Theater am Schiffbauerdamm Berlin)
- 1930: Otto Ernst Hesse, Max Alsberg: Voruntersuchung – Regie: Hans Hinrich (Renaissance-Theater Berlin)
- 1930: Vicki Baum: Menschen im Hotel – Regie: Gustaf Gründgens (Deutsches Theater Berlin im Theater am Nollendorfplatz Berlin)
- 1933: Fritz Friedmann-Frederich: Der Dickkopf – Regie: Fritz Friedmann-Frederich (Corso-Theater Zürich)
- 1933: Alexandre Bisson: Der Schlafwagen-Kontrolleur – Regie: Fritz Friedmann-Frederich (Corso-Theater Zürich)